# David Marin
David Marin est un auteur-compositeur-interprète canadien, né le 25 avril 1975 à Drummondville.
Il obtient son diplôme en art et technologie des médias du Cégep de Jonquière comme animateur radio en 1995.

## Carrière
Il est l'auteur d'un premier album À côté de la track, auto-produit en 2007, réalisé par Louis-Jean Cormier, du groupe Karkwa.
En 2009, il prend part au spectacle Douze hommes rapaillés, en hommage à l'oeuvre de Gaston Miron.
En octobre 2013, sort son deuxième album, Le choix de l'embarras, sur le label Simone Records, également réalisé Louis-Jean Cormier.
Après quelques années passées sur les routes, s'inspirant de voyages, naviguant entre la fête et les moments crèves-cœurs, l'auteur-compositeur-interprète est de retour avec Chu pas là une chanson autoportrait aussi narquoise qu'ensoleillée.
Son dernier album, Hélas Végas, est paru le 9 novembre 2018 sous l'étiquette Simone Records.
Il sort, en mars 2020, Traversier, une pièce qui vient en appui aux citoyens et membres du groupe Sauvons l'Héritage.

## Prix et Nominations
2004 - Lauréat du concours Ma Première Place des Arts.
2006 - Finaliste aux Francouvertes.
2009 - Finaliste Grand prix de la relève Archambault
2014 - Finaliste au Gala de l'ADISQ dans la catégorie Auteur ou compositeur de l'année.
2019 - Lauréat du prix Accès Culture 2019-2020 et du prix du jury radio ARCQ / RIDEAU, remis lors du Gala RIDEAU.
2019 - Finaliste au Gala de l'ADISQ dans la catégorie Album de l'année - Folk, avec Hélas Vegas